# チェレンコフ放射

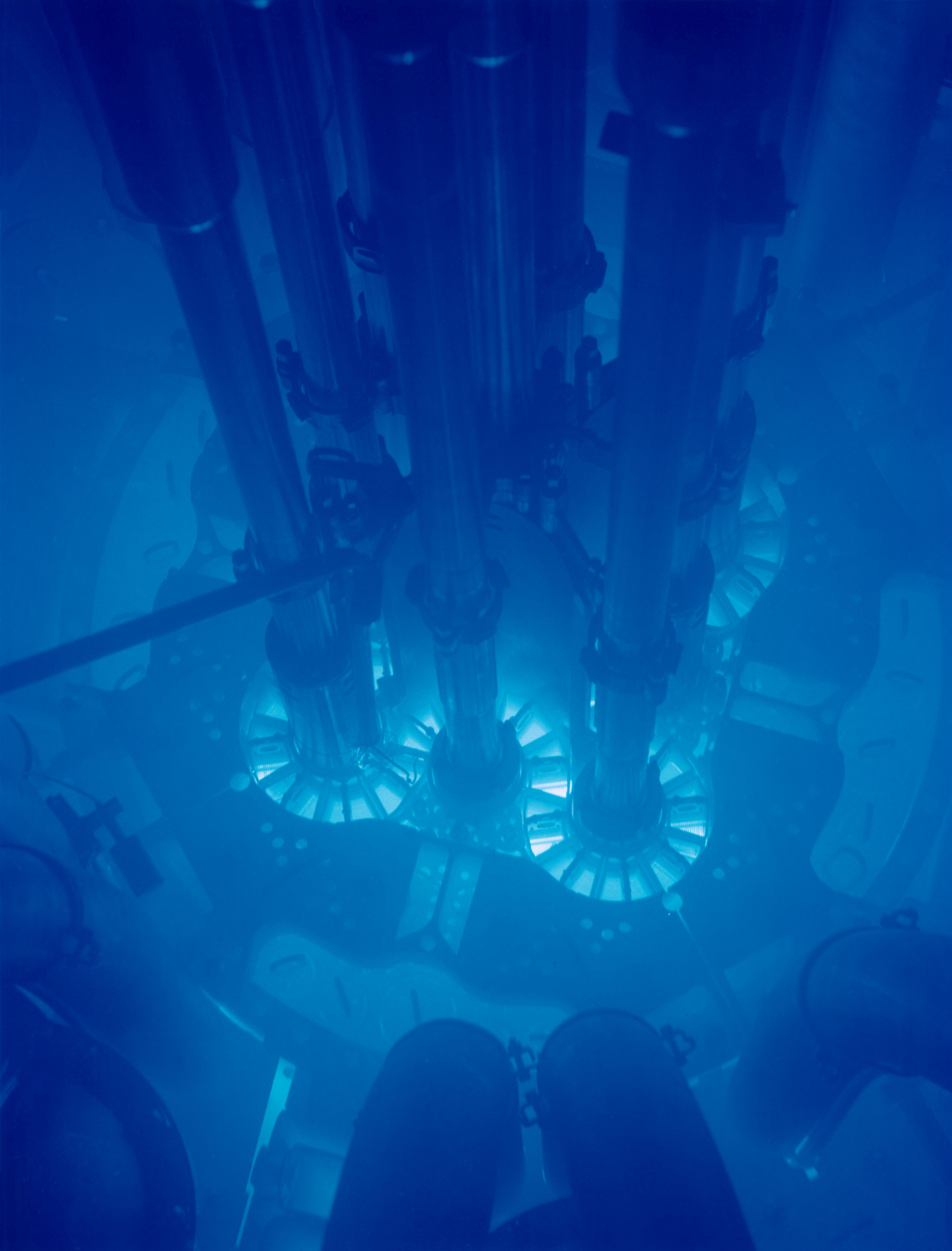
アメリカ/アイダホ国立研究所内にある実験炉「ATR（Advanced Test Reactor）」で観測されたチェレンコフ放射の例

チェレンコフ放射（チェレンコフほうしゃ、英: Čerenkov radiation）とは、荷電粒子が空気や水などの媒質中を運動する時、荷電粒子の速度がその媒質中を進む光速度よりも速い場合に光が放射される現象。チェレンコフ効果ともいう。このとき放射される光をチェレンコフ光、またはチェレンコフ放射光という。
この現象は1934年にパーヴェル・チェレンコフによって発見され、チェレンコフ放射と名付けられた。その後、イリヤ・フランクとイゴール・タムにより、発生原理が解明された。これらの功績により、この3名は1958年のノーベル物理学賞を受けた。

## 物理的原理

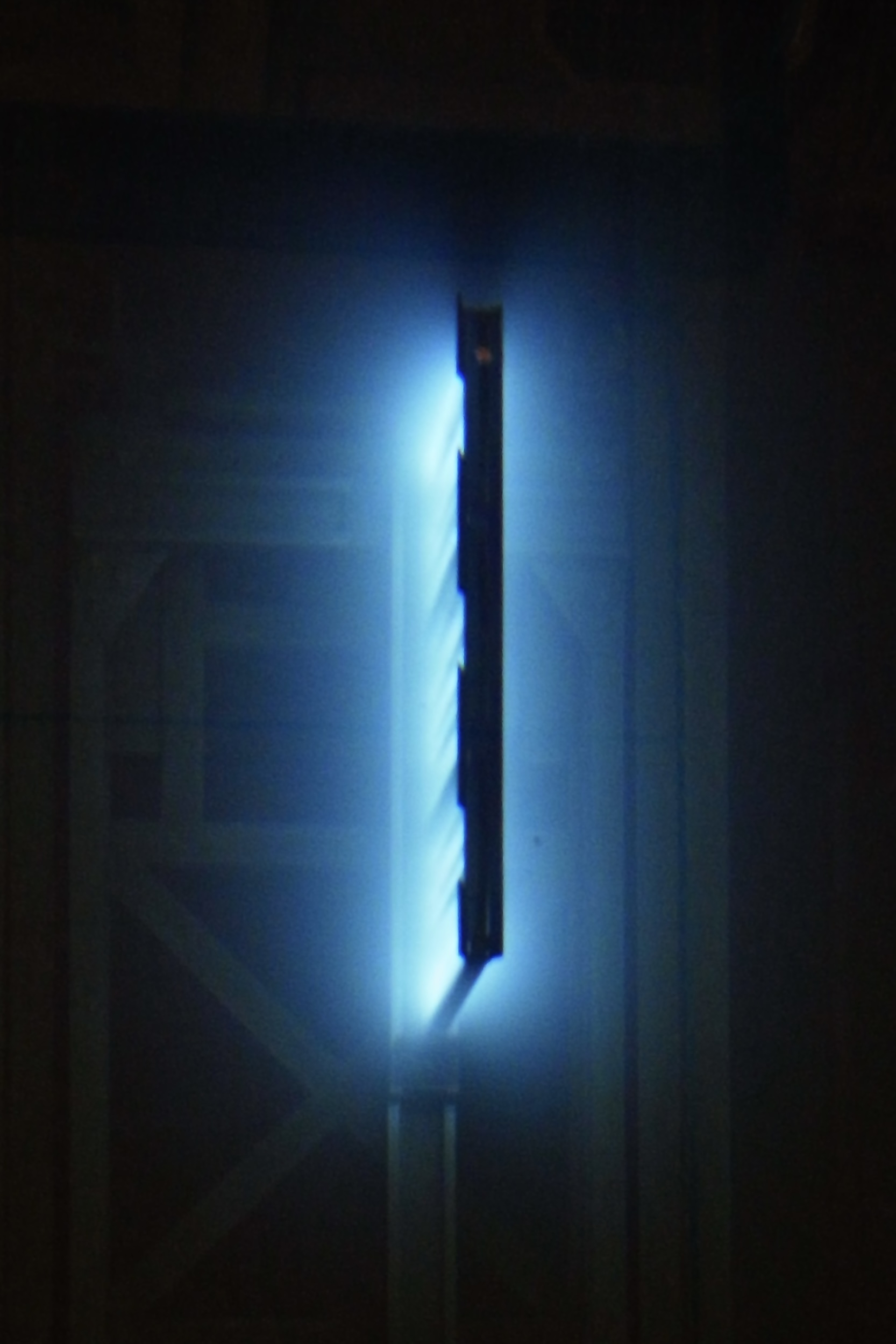
放射性同位体であるコバルト60が水中でチェレンコフ放射により発光している様子

相対性理論は真空中の光速がどんな場合にも一定（{\displaystyle c}）であると仮定しているが、これは「真空中」であることが本質であり、空気や水などの媒質中では、そこを進む光の速度は{\displaystyle c}よりも遅くなる。たとえば、水中の伝播速度は{\displaystyle 0.75c}にすぎない。粒子は、核反応や粒子加速器などによって加速され、（光速度 {\displaystyle c} を超えることはないものの）媒質中の伝播速度を超えることが可能である。チェレンコフ放射は、荷電粒子（たいていは電子）が（絶縁された）誘電体を、その媒質中の光の速度よりも速い速度で通過するときに放射される。
このときの光の速度というのは、群速度ではなく位相速度である。位相速度は、周期的媒質を用いることで劇的に変えることができ、このとき最小粒子速度に達さなくともチェレンコフ放射を観測することができる（これはスミス-パーセル効果として知られている）。フォトニック結晶などの複雑な周期的媒質においては、チェレンコフ放射のさまざまな特異的ふるまいをみることができる。たとえば後方への放射などである（通常は粒子速度の鋭角方向に放射する）。
荷電粒子が媒質中を通過すると、物質の局所的電磁場が乱される。媒質の原子中の電子は、通過する荷電粒子の場によって動かされ、偏極する。場の乱れが通過したあと、電子が再び平衡状態に戻ろうとするとき、光子が放出される（伝導体においては、光子を放出することなく平衡状態に戻る）。通常の場合には、光子は破壊的に干渉しあい、放射は検出されない。しかし場の乱れがその物質中の光速を超えて伝播するとき、光子は創造的に干渉しあい、観測される放射は増幅される。
チェレンコフ放射は、しばしば飛行機や弾丸が超音速で移動するときに発生するソニックブームに喩えられる。超音速の物体によって発生する音波は、十分な速度がないため、物体自身から離れることができない。そのため音波は蓄積され、衝撃波面が形成される。同じようにして、荷電粒子も媒質中を通過するときに、光子の衝撃波を生成する。

チェレンコフ放射の図解

図において、粒子（赤い矢印）は速度{\displaystyle v_{p}}で媒質中を通過する。ここでは、粒子の速度と真空中の光速との比を{\displaystyle \beta =v_{p}/c}と定義する。{\displaystyle n}を物質の屈折率とすると、放射される電磁波（青い矢印）の伝播速度は{\displaystyle v_{em}=c/n}となる。
三角形の左の頂点は、ある初期時点（{\displaystyle t=0}）における粒子の位置をあらわす。右の頂点は、ある時間{\displaystyle t}における粒子の位置をあらわす。ある{\displaystyle t}が与えられた場合、粒子の移動距離は
{\displaystyle x_{p}=v_{p}t=\beta \,ct}
であり、放射電磁波の移動距離は
{\displaystyle x_{em}=v_{em}t={\frac {c}{n}}t}
となる。ゆえに、放射角は
{\displaystyle \cos \theta ={\frac {1}{n\beta }}}
となる。

## 応用

### 粒子物理学
小柴昌俊によるカミオカンデやスーパーカミオカンデなどでは、円錐状に広がるチェレンコフ光を捕らえることによりさまざまな研究を行う。そのチェレンコフ光がニュートリノにより散乱された電子により発生したのであれば、チェレンコフ光の観測結果から電子の運動方向や速度が分かり、それらからニュートリノの飛来方向などを計算することができ、ニュートリノが観測できる。

### 臨界事故
チェレンコフ光の例としては、原子力発電所の燃料が入ったプールの中で見える青白い光がある。東海村JCO臨界事故やチェルノブイリ原子力発電所事故で「青白い光を見た」と作業員が証言したので、臨界事故の確認がとれた。なお、東海村JCO臨界事故で見えた光がチェレンコフ光であったか別現象であったかについては、臨界事故の記事に考察がある。

### 使用済み核燃料棒
チェレンコフ放射光は、核分裂連鎖反応が止まった後も持続し、寿命の短い生成物が減衰するにつれて暗くなる。同様に、チェレンコフ放射は、使用済み核燃料棒の残留放射能を物語っている。